# Campiglossa floccosa
Campiglossa floccosa är en tvåvingeart som först beskrevs av Charles Howard Curran 1928.  Campiglossa floccosa ingår i släktet Campiglossa och familjen borrflugor.
Artens utbredningsområde är Jungfruöarna. Inga underarter finns listade.